# Краснопольский сельсовет (Витебская область)
Краснопольский сельсовет — административная единица на территории Россонского района Витебской области Белоруссии.

## Состав
Краснопольский сельсовет включает 25 населённых пунктов:
- Амосенки — деревня.
- Байдино — деревня.
- Большие Осетки — деревня.
- Бухово — деревня.
- Горелица — деревня.
- Демех — деревня.
- Дудки — деревня.
- Заборье — деревня.
- Краснополье — агрогородок.
- Крашуты — деревня.
- Кривелево — деревня.
- Локти — деревня.
- Малые Осетки — деревня.
- Малютино — деревня.
- Мамоли — деревня.
- Мачулище — деревня.
- Нивье — деревня.
- Ножницы — деревня.
- Перевоз — деревня.
- Поддубье — деревня.
- Сельники — деревня.
- Тродовичи — деревня.
- Уклеенка — деревня.
- Шерстово — деревня.
- Шилово — деревня.